# 圣安杰洛-莱弗拉泰
圣安杰洛-莱弗拉泰（義大利語：Sant'Angelo Le Fratte），是意大利波坦察省的一个市镇。总面积23平方公里，人口1493人，人口密度64.9人/平方公里（2009年）。ISTAT代码为076079。